# Cezary Kucharski
Cezary Kucharski (ur. 17 lutego 1972 w Łukowie) – polski piłkarz występujący na pozycji pomocnika i napastnika, reprezentant Polski, menedżer piłkarski, poseł na Sejm VII kadencji.

## Życiorys

### Kariera sportowa
Zawodową karierę piłkarską rozpoczął w 1989 w Orlętach Łuków. W 1990 przeszedł do Siarki Tarnobrzeg, wypatrzył go trener tamtejszego klubu Janusz Gałek. Z Tarnobrzega wiosną 1994 trafił do szwajcarskiego FC Aarau. Od sezonu 1995/1996 był piłkarzem Legii Warszawa. W rundzie jesiennej sezonu 1997/1998 grał w hiszpańskim Realu Sporting de Gijón. Z Hiszpanii wrócił do Legii Warszawa, w której występował do końca sezonu 2002/2003 (z przerwą na sezon 1999/2000, kiedy to reprezentował barwy Stomilu Olsztyn). W sezonie 2003/2004 był zawodnikiem greckiego Iraklisu Saloniki. Kolejny sezon rozegrał w Górniku Łęczna, po czym po raz kolejny wrócił do Legii Warszawa.
Największe sukcesy sportowe odnosił podczas występów w Legii Warszawa: w sezonie 1996/1997 zwyciężył z tym klubem w rozgrywkach o Puchar Polski i doszedł do ćwierćfinału w Lidze Mistrzów w sezonie 1995/1996, w sezonie 2001/2002 zdobył mistrzostwo Polski i Puchar Ligi, zaś w sezonie 2005/2006 uzyskał z nim kolejny tytuł mistrzowski.
W latach 1996–2002 siedemnastokrotnie wystąpił w reprezentacji narodowej Polski. Debiutował 27 sierpnia 1996 w meczu przeciwko reprezentacji Cypru. Łącznie strzelił trzy bramki. Uczestniczył m.in. w turnieju finałowym mistrzostwa świata w 2002 w Korei i Japonii, gdzie wystąpił w wygranym meczu z USA.
W 2006 ogłosił zakończenie kariery. 2 czerwca 2007 w Łukowie został rozegrany pożegnalny mecz, w którym Orlęta Łuków przegrały z Legią Warszawa, w której wystąpili głównie zawodnicy grający w niej w 1996. Cezary Kucharski rozegrał każdą połowę w innym zespole.

### Działalność zawodowa i publiczna
Absolwent liceum ogólnokształcącego w Tarnobrzegu. Po zakończeniu kariery sportowej został właścicielem serwisu internetowego Legia.net, a także licencjonowanym menedżerem piłkarskim.
W 2010 został wspólnikiem i przedstawicielem na Polskę firmy Eurosportsmanagement GmbH z siedzibą w Liechtensteinie. Jako menedżer reprezentował m.in. Roberta Lewandowskiego, Michała Kucharczyka, Rafała Wolskiego, Jakuba Koseckiego.
W wyborach w 2011 uzyskał mandat poselski z listy Platformy Obywatelskiej w okręgu lubelskim, otrzymując 7910 głosów. W 2015 nie ubiegał się o reelekcję.
W 2012 otrzymał tytuł honorowego obywatela Tarnobrzega. Wystąpił jako menedżer Roberta Lewandowskiego w jednym z odcinków serialu komediowego Piąty Stadion.
W październiku 2020 został zatrzymany przez funkcjonariuszy Policji pod zarzutem stosowania szantażu wobec Roberta Lewandowskiego. W tym samym miesiącu serwis internetowy Business Insider opublikował fragment rozmowy pomiędzy piłkarzem a jego ówczesnym agentem, który miał stanowić dowód tego szantażu. Cezary Kucharski nie przyznał się do zarzuconego mu czynu.

## Występy w reprezentacji Polski
| Lp. | Data                 | Miejsce   | Przeciwnik | Rezultat | Rozgrywki     | Grał         |
| --- | -------------------- | --------- | ---------- | -------- | ------------- | ------------ |
| 1.  | 27 sierpnia 1996     | Bełchatów | Cypr       | 2:2      | towarzyski    | od 81'       |
| 2.  | 10 listopada 1996    | Katowice  | Mołdawia   | 2:1      | elim. MŚ 1998 | od 72'       |
| 3.  | 14 lutego 1997       | Ajia Napa | Litwa      | 0:0      | towarzyski    | do 45'       |
| 4.  | 15 lutego 1997       | Ajia Napa | Cypr       | 3:2      | towarzyski    | do 77' (gol) |
| 5.  | 26 lutego 1997       | Goiânia   | Brazylia   | 2:4      | towarzyski    | od 46' (gol) |
| 6.  | 12 marca 1997        | Ostrawa   | Czechy     | 1:2      | towarzyski    | 90'          |
| 7.  | 30 kwietnia 1997     | Neapol    | Włochy     | 0:3      | elim. MŚ 1998 | do 45'       |
| 8.  | 22 maja 1997         | Solna     | Szwecja    | 2:2      | towarzyski    | od 46'       |
| 9.  | 31 maja 1997         | Chorzów   | Anglia     | 0:2      | elim. MŚ 1998 | od 59'       |
| 10. | 14 czerwca 1997      | Katowice  | Gruzja     | 4-1      | elim. MŚ 1998 | od 62'       |
| 11. | 24 września 1997     | Olsztyn   | Litwa      | 2:0      | towarzyski    | 90' (gol)    |
| 12. | 7 października 1997  | Kiszyniów | Mołdawia   | 3:0      | elim. MŚ 1998 | od 61'       |
| 13. | 11 października 1997 | Tbilisi   | Gruzja     | 0-3      | elim. MŚ 1998 | od 84'       |
| 14. | 8 lutego 1998        | Asunción  | Paragwaj   | 0:4      | towarzyski    | do 40'       |
| 15. | 18 maja 2002         | Warszawa  | Estonia    | 1:0      | towarzyski    | od 71'       |
| 16. | 14 czerwca 2002      | Taejŏn    | USA        | 3:1      | MŚ 2002       | do 65'       |
| 17. | 21 sierpnia 2002     | Szczecin  | Belgia     | 1:1      | towarzyski    | od 46'       |